# RCA Cosmac Microtutor
RCA Cosmac Microtutor (Cosmac Microtutor) је професионални рачунар, производ фирме RCA који је почео да се израђује у Сједињеним Америчким Државама током 1976. године.
Користио је RCA CDP1801 као централни микропроцесор а RAM меморија рачунара Cosmac Microtutor је имала капацитет од 256 бајтова. 

## Детаљни подаци
Детаљнији подаци о рачунару Cosmac Microtutor су дати у табели испод.
|                       |                                                |
| [ 1 ]                 |                                                |
| Произвођач            |                                                |
| Тип                   | професионални рачунар                          |
| Меморија              | 256 бајтова                                    |
| Поријекло             | Сједињене Америчке Државе                      |
| Година                | 1976                                           |
| Тастатура             | 4 контролна прекидача и 8 прекидача за податке |
| Процесор              |                                                |
| Фреквенција процесора |                                                |
| RAM                   | 256 бајтова                                    |
| ROM                   |                                                |
| Текст                 | 2 алфанумеричка знака on LED показивачу        |
| Графика               | нема                                           |
| Боја                  | нема                                           |
| Звук                  | нема                                           |
| Димензије             | 5 x 6 x 1 инч                                  |
| Портови               |                                                |
| Оперативни систем     |                                                |